# جيسي كولينز
جيسي كولينز هو مخرج وممثل كندي، ولد في 9 ديسمبر 1961 بتورونتو في كندا.

## وصلات خارجية
- جيسي كولينز على موقع IMDb (الإنجليزية)
- جيسي كولينز على موقع قاعدة بيانات الفيلم (الإنجليزية)

لم يتم العثور على روابط لمواقع التواصل الاجتماعي.